# Dicologlossa cuneata
De Wigtong (Dicologlossa cuneata) is een straalvinnige vis uit de familie van eigenlijke tongen (Soleidae) en behoort derhalve tot de orde van platvissen (Pleuronectiformes). De vis kan een lengte bereiken van 30 cm.

## Leefomgeving
Dicologlossa cuneata komt in zeewater en brak water voor. De vis prefereert een subtropisch klimaat en leeft hoofdzakelijk in de Atlantische Oceaan. Bovendien komt Dicologlossa cuneata voor in de Middellandse Zee. De diepteverspreiding is 10 tot 460 m onder het wateroppervlak.

## Relatie tot de mens
Dicologlossa cuneata is voor de visserij van aanzienlijk commercieel belang. In de hengelsport wordt er weinig op de vis gejaagd.